# Moderne Sprache
Als Moderne Sprachen werden in Bildungseinrichtungen und Schulverwaltungen diejenigen Fremdsprachen bzw. Schulfächer bezeichnet, die sich mit der Vermittlung gegenwärtig in Gebrauch befindlicher Schriftsprachen hauptsächlich europäischer Länder und deren Landeskunde beschäftigen. Ziel der schulischen Ausbildung ist dabei die Beherrschung dieser Sprachen in Wort und Schrift sowie eine gewisse interkulturelle Kompetenz, die einen Aufenthalt im jeweiligen Land erleichtern soll. Diese Fächer werden an allen allgemeinbildenden Schulen und Berufsschulen sowie neuerdings auch in Kindergärten unterrichtet. Der Unterricht in modernen Fremdsprachen wird oft in der jeweiligen Sprache geführt.
Der Deutschunterricht zählt in den deutschsprachigen Ländern nicht zu den modernen Sprachen.
Die am häufigsten an deutschen Schulen unterrichtete moderne Fremdsprache ist Englisch, gefolgt von Französisch, Spanisch, Italienisch und Russisch. Immer öfter werden auch Japanisch und Chinesisch angeboten, bisher allerdings nur an Gymnasien.
Die Prioritäten bei der Wahl der Sprachen unterliegen auch regionalen Gegebenheiten, besonders in Grenzgebieten. So gibt es in Baden, der Pfalz und im Saarland Schulen, in denen Französisch früher als Englisch unterrichtet wird. In den neuen Bundesländern spielt der Russischunterricht nach wie vor eine sehr bedeutende Rolle. In den alten Bundesländern war er in den 1990er Jahren faktisch noch nicht vorhanden und wird mittlerweile nach und nach ausgebaut.
Aufgrund der zunehmenden Globalisierung der Wirtschaft und der im Geschäftsleben an Bedeutung gewinnenden Online-Kommunikation quer über den Globus wird dem Unterricht in modernen Sprachen immer größere Bedeutung beigemessen. So werden inzwischen auch in Kindergärten und einem Großteil Grundschulen Kenntnisse in diesen Sprachen vermittelt. Eine weitere Entwicklung ist das wachsende Angebot von Unterricht in außereuropäischen, vor allem asiatischen Sprachen.
Der Begriff Moderne Sprachen entwickelte sich aus der Abgrenzung zu den alten oder klassischen Sprachen Altgriechisch und Latein. So ist auch etwa die Formulierung geläufig, dass „mit dem Beginn der Renaissance erstmals wissenschaftliche Abhandlungen in modernen Sprachen verfügbar gewesen“ seien. Zumeist ist damit eine heute nicht mehr gebräuchliche veraltete Form des Italienischen gemeint.